# Візентгайд
Візентгайд (нім. Wiesentheid) — громада в Німеччині, розташована в землі Баварія. Підпорядковується адміністративному округу Нижня Франконія. Входить до складу району Кітцинген. Центр об'єднання громад Візентгайд.
Площа — 33,33 км2. Населення становить 4918 ос. (станом на 31 грудня 2020).

## Галерея

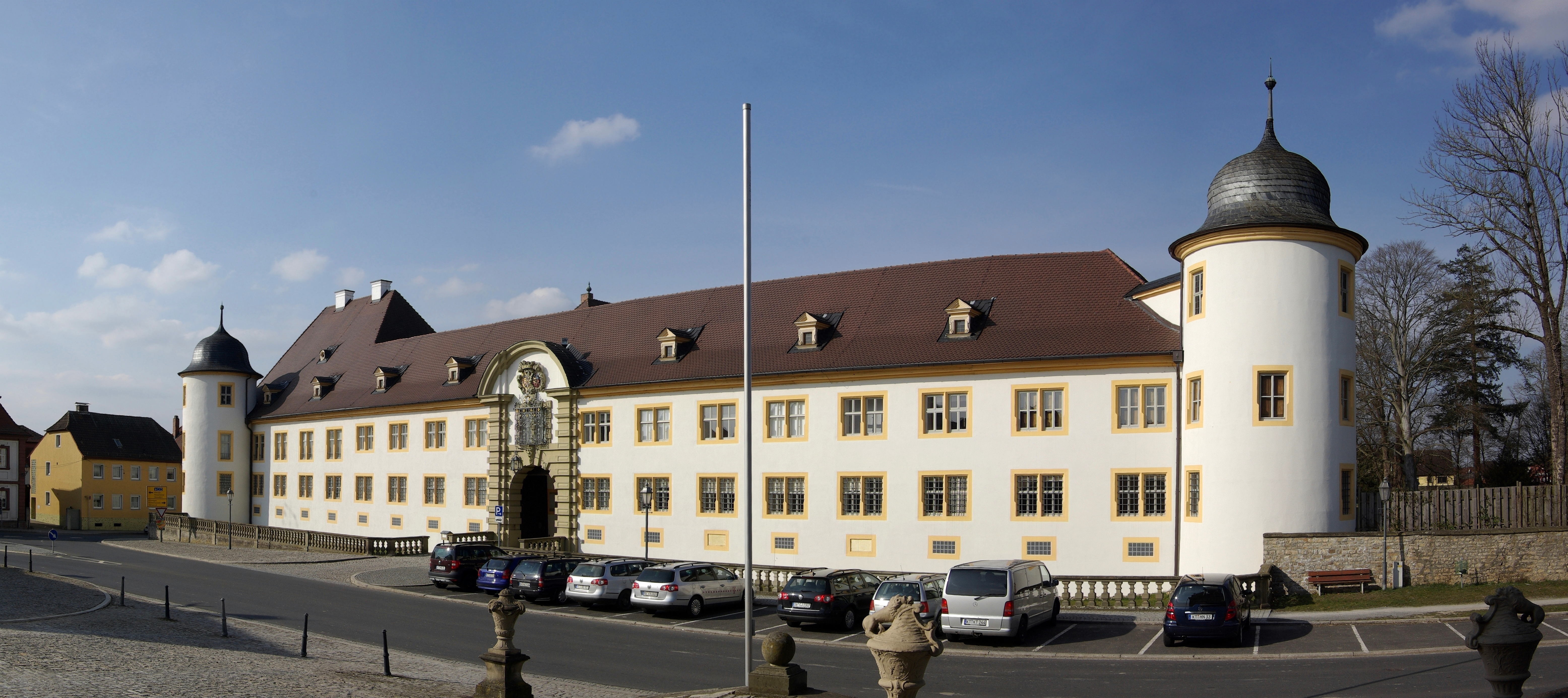
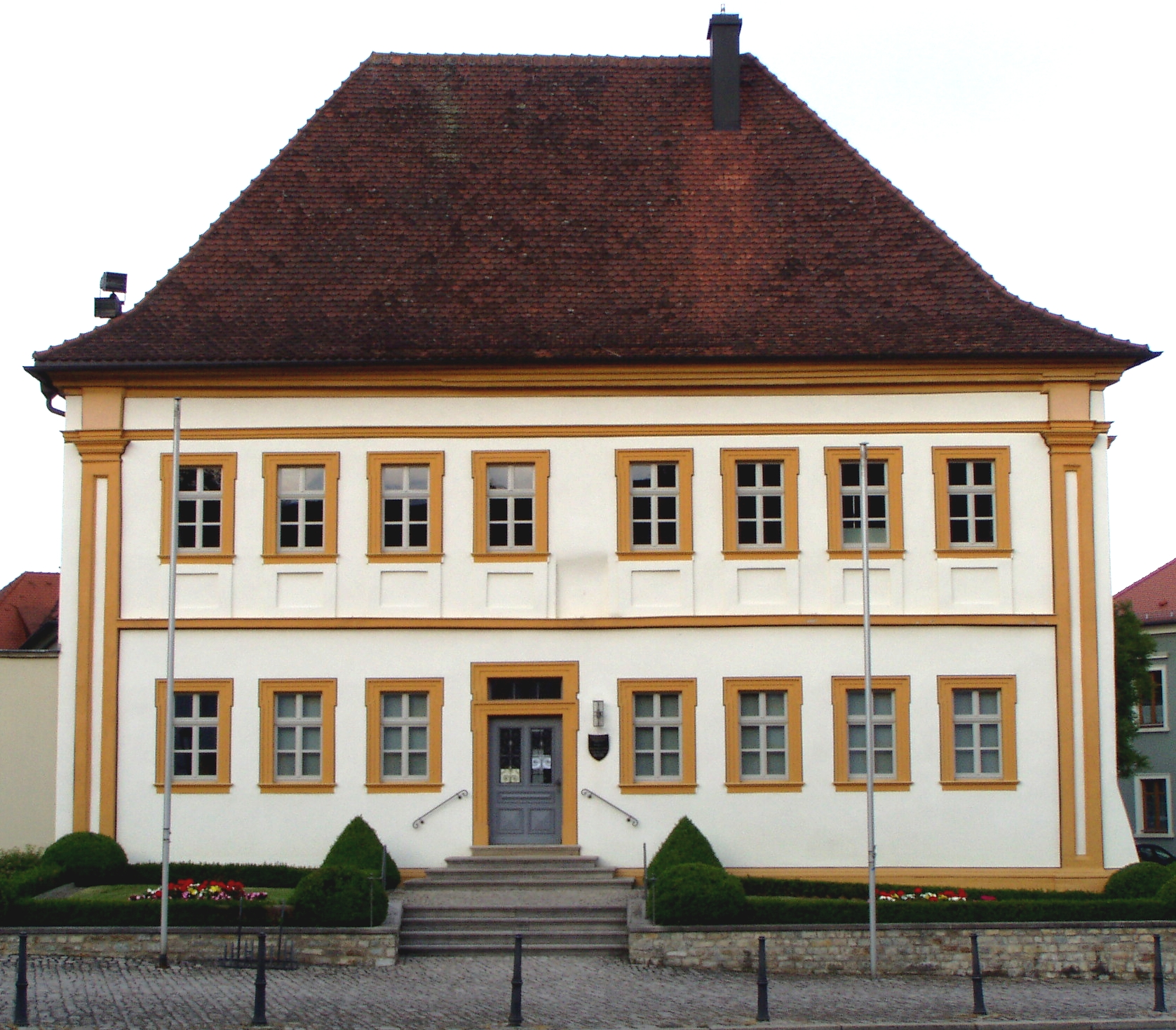
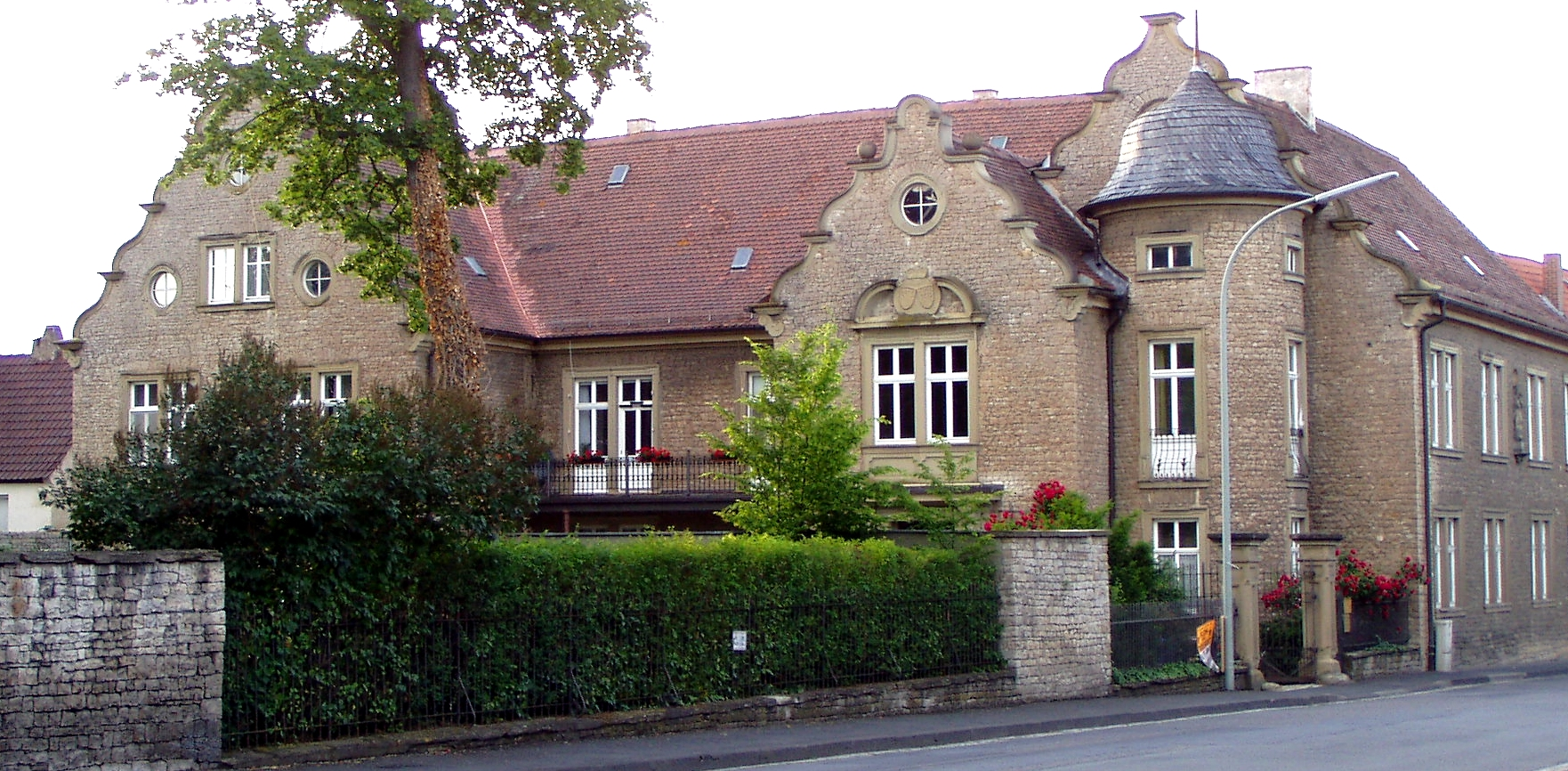
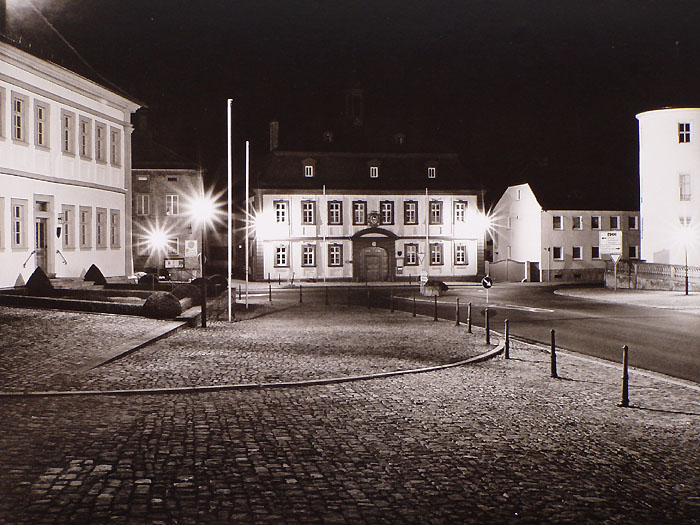
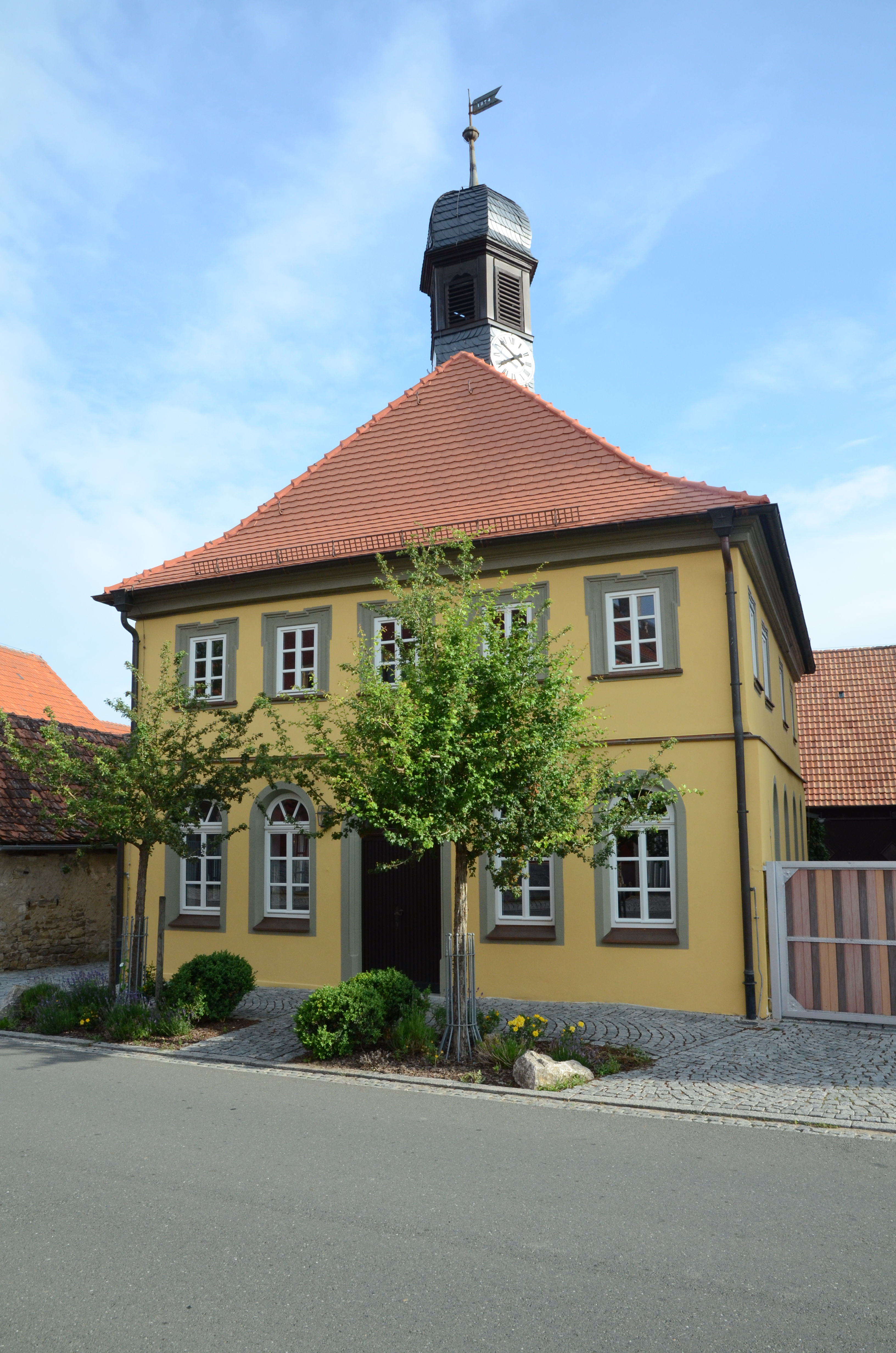

- Файл:Pfarrkirche St.Mauritius in DEU Wiesentheid COA.svg